# Symphlebia distincta
Symphlebia distincta är en fjärilsart som beskrevs av Rothschild 1933. Symphlebia distincta ingår i släktet Symphlebia och familjen björnspinnare. Inga underarter finns listade i Catalogue of Life.